# John Alexander Smith (Naturforscher)
John Alexander Smith (* 1818; † 17. August 1883 in Edinburgh) war ein britischer Arzt, Naturforscher (er befasste sich mit Zoologie und Physik) sowie Archäologe.

## Leben
Smith wuchs in Edinburgh auf, studierte an der dortigen Universität Medizin und wurde 1840 zum Doktor (M. D.) promoviert. 1865 wurde er Fellow des Royal College of Physicians of Edinburgh (Königliches Ärztliches College) und war dort lange Jahre Schatzmeister. 
Er war ein fähiger und erfolgreicher Arzt, aber seine Interessen gingen mehr in Richtung Archäologie und Zoologie. Er war Vizepräsident der Society of Antiquaries of Scotland (Gesellschaft der Altertumsforscher Schottlands) und mehrere Jahre Herausgeber von deren Zeitschrift. Vierundzwanzig Jahre lang war er Sekretär der Royal Physical Society of Edinburgh und stand in Kontakt mit vielen bedeutenden Wissenschaftlern.

## Wissenschaftliche Leistungen
Smiths wissenschaftliche Interessen waren weit gefächert: Neben allgemeiner Zoologie – so beschrieb er anhand von Präparaten aus Calabar im heutigen Nigeria als erster den Flösselaal (Erpetoichthys calabaricus) und den Gewöhnlichen Bärenmaki (Arctocebus calabarensis, als Perodicticus calabarensis) – widmete er sich der Archäozoologie. Er bestimmte Knochenfunde aus Schottland als einen Braunbären und (wohl irrtümlich) ein Rengeweih und veröffentlichte eine Arbeit Notes on the Ancient Cattle of Scotland (Notizen über die antiken Rinder Schottlands). Außerdem veröffentlichte er u. a. einen Artikel über eine Feuerkugel.

## Referenzen
- Obituary. John Alexander Smith, M.D. British Medical Journal 1883, Nr. 2, S. 553 doi:10.1136/bmj.2.1185.553-b